# Blessing Shukufuku
"BLESSING Shukufuku" benção (祝福, Shukufuku)é o quinto single da cantora Ayaka Hirahara. Teve uma venda razoável, vendeu cerca de 22 959 cópias em todo Japão. Tem como b-side a música: i, além de uma faixa bônus: empty space ~acoustic session~, versão acúsitica da música empty space do álbum Odyssey.

## Faixas
Faixas do single:
| N.º | Título                                         | Letras                                            | Música                            | Duração |  |
| 1.  | "BLESSING Shukufuku (祝福)"                    | Lionel Florence / Patrice Guirao / Yumi Yoshimoto | Obispo Pascal                     | 5:57    |  |
| 2.  | "i"                                            | Ayaka Hirahara / Shingo Kobayashi                 | Ayaka Hirahara / Shingo Kobayashi | 4:59    |  |
| 3.  | "empty space ~acoustic session~"               | Ayaka Hirahara                                    | Ayaka Hirahara                    | 4:20    |  |
| 4.  | "BLESSING Shukufuku (祝福) ~Vocal-less Track~" | -                                                 | Obispo Pascal                     | 5:56    |  |